# آلسیبیادس آروسمینا
آلسیبیادس آروسمینا (انگلیسی: Alcibíades Arosemena; زاده ۲۰ نوامبر ۱۸۸۳ – درگذشته ۸ آوریل ۱۹۵۸) سیاست‌مدار اهل پاناما بود. وی از ۹ مه ۱۹۵۱ تا ۱ اکتبر ۱۹۵۲ رئیس‌جمهور پاناما بود.
آلسیبیادس آروسمینا در ۸ آوریل ۱۹۵۸، در سن ۷۴ سالگی درگذشت.